# تولاسی
تولاسی شیوامانی (انگلیسی: Tulasi Shivamani؛ زادهٔ ۲۸ سپتامبر ۱۹۶۸) مشهور به تولاسی بازیگر اهل هند است. وی کارش را به عنوان بازیگر خردسال در سینمای هند آغاز کرد  و بعدها در نقش‌های اصلی و مکمل ظاهر شد. او در بیش از ۳۰۰ فیلم هندی به زبان‌های تلوگو، کنادا، تامیلی، مالایالم، بوجپوری نقش آفرینی کرده‌است و تاکنون برندهٔ ۱ جایزه فیلم‌فیر جنوب و ۲ جایزه ناندی شده‌است.
از فیلم‌هایی که وی در آن‌ها نقش داشته‌است، می‌توان به نیزه سه‌شاخه، قاتل، عزیزم، بازی فریب، آقای کامل، ژوئیه، همراه دو زن، به خاطر تو، مرد ثروتمند، صفر، جشن بزرگ، یاغی، بازیگر بزرگ، سرکار، رفیق عزیز، ایسمارت شانکار، رودخانه بزرگ، من محلی هستم، خانم شتی آقای پولیشتی، بهولا شانکار و فریبکاران اشاره نمود.